# سنط بيكلري
سنط بيكلري، أو سنط النطاق الحاجز (الاسم العلمي: Acacia beckleri)، نبات من جنس السنط موطنه أسترالاسيا، عادًة في أستراليا. سُمي النوع على اسم الدكتور هيرمان بيكلر، عالم النبات كان في بعثة بيرك وويلز في عام 1861، وهو الذي جمع عينة النوع (نيو ساوث ويلز 47447، الموجودة في "غلين إلى مضيق نوثونجبولا، حوض هودجسون، بالقرب من نطاق الحاجز"). يشير اسمه الشائع إلى سلسلة جبال بارير في منطقة بروكن هيل، غرب نيو ساوث ويلز. هذا النوع مشابه للسنط الأشم (سنط بارز، سنط فليندر، سنط ذهبي صلب) و A. gladiformis (سنط سيفي، سنط سيفي الورق).